# Nonja van Gent
Nonja van Gent (Yogyakarta, Java 1798 of 1799 - 1875), geboren Emelia Detelle, was op Java een bekende kruidengenezeres. Na haar dood werden haar recepten gebundeld in een boek dat in Nederlands-Indië nog decennialang veel werd gebruikt.

## Biografie
Emelia Detelle kwam uit een welgestelde oude Indische plantersfamilie, behorend tot de Javaanse elite, die ook betrekkingen onderhield met het hof van de sultan van Jogjakarta. Ze trouwde in 1817 met Willem van Gent. Ze had een zoon en was voogdes van een eerdere zoon van Willem van Gent.
Ze werd na haar huwelijk onder de naam Nonja (mevrouw) van Gent bekend als deskundige op het gebied van Javaanse geneeskrachtige kruiden. Ze had een veelbezochte praktijk en schreef recepten uit gebaseerd op botanische kennis. Na haar dood zijn 475 van haar recepten uitgegeven in het boek Boekoe obat-obat voor orang toewa dan anak-anak (Medicijnboek voor ouders en kinderen). Het boek was erg bekend en werd volop gebruikt door heel voormalig Nederlands-Indië. Het werd ten minste vier keer herdrukt en bleef decennialang in gebruik.
Nonja van Gent was één van een aantal Indo-Europese vrouwen die zich in de tweede helft van de negentiende eeuw toelegden op kruidengeneeskunde. Bekend zijn ook 'Moeder Abbink' in Soerabaja, mevrouw Stoll in Semarang, Nonja Blokland en begin 20e eeuw Jans Kloppenburg-Versteegh. Zij werden veel geraadpleegd door de Javaanse bevolking maar ook door op Java wonende Europeanen.